# Aritomo Yamagata
Aritomo Yamagata (jap. 山県 有朋 Yamagata Aritomo; ur. 14 czerwca 1838 w Kawashimie w prowincji Nagato (dzisiejsze Hagi), zm. 1 lutego 1922 w Odawarze) – japoński polityk i wojskowy.

## Zarys biografii
Samuraj z hanu Chōshū, student prywatnej szkoły o nazwie Shōkasonjuku, zorganizowanej przez intelektualistę Shōina Yoshidę (1830–1859). Dowodził wojskami Chōshū w czasie blokady cieśniny Shimonoseki, podczas drugiej ekspedycji karnej bakufu przeciw Chōshū oraz w czasie wojny domowej roku Smoka (Boshin). Był autorem rozporządzenia o powszechnym poborze, przeciwnikiem ekspedycji koreańskiej i ekspedycji tajwańskiej, radcą stanu (1874–1885), ministrem sił lądowych (1873–1878) i twórcą nawalizmu japońskiego. Dowodził wojskami rządowymi podczas wojny na południowym zachodzie. Był szefem Sztabu Generalnego (1878–1882, 1884–1885), ministrem spraw wewnętrznych (1883–1884, 1885–1888, 1889–1890), premierem (1889–1891, 1898–1900), przewodniczącym Tajnej Rady Cesarskiej (1893–1894, 1905–1922), dowódcą I Armii na początku wojny z Chinami, ministrem sprawiedliwości (1892–1893) i ponownie sił lądowych (1895), ponownie szefem Sztabu Generalnego podczas wojny z Rosją (1904–1905). Był jednym z genrō. Otrzymał tytuł książęcy w 1907.